# Carinda
Carinda è una cittadina australiana del Nuovo Galles del Sud, situata nella Contea di Walgett.

## Storia
Nel 1818 John Oxley e George Evans giunsero a nord di Warren e tentarono di viaggiare scendendo lungo il fiume Macquarie. Piogge fuori stagione e fiumi in piena straripanti nella zona paludosa li costrinsero a tornare indietro, convinti di essere finiti su un'isola nel mare. Per dieci anni il mistero dell'isola nel mare rimase irrisolto. Quando Charles Sturt si avventurò nell'interno tra il 1828 e il 1829, si era ripromesso di sforzarsi di verificare le scoperte di Oxley. Divenne presto evidente che non vi era alcuna isola marina e che tutti i fiumi confluivano nel fiume Darling. Immigrati vennero nel distretto di Carinda verso la metà del 1800, insediandosi lungo i corsi d'acqua.
Thomas McNamara acquistò 1 600 ettari di terra che divennero Carinda Station. Egli costruì una residenza lungo il vicino Marthaguy Creek, dove condusse un hotel e un magazzino intorno ai quali crebbe un piccolo villaggio. Si crede che il nome Carinda derivi da un primo percorso verso ovest rispetto all'attuale città, chiamato "Currundy". Nel 1908 il perforatore di Carinda affondò e gli abitanti lasciarono le rive del fiume. Un secondo insediamento, noto come "Top End", crebbe dove oggi si trova Carinda.

## Oggi
La popolazione di Carinda è diminuita significativamente e nel 2016 era di circa 158 abitanti. Al censimento del 2016 l'87,3% della popolazione era nativa dell'Australia e l'88.9% di loro, in casa parlava solo la lingua inglese. 
Il magazzino generale, che fungeva anche da ufficio postale e caffè, chiuse nell'agosto del 2014 e le attività dell'ufficio postale da allora sono svolte dalla locale stazione di servizio.
La città venne utilizzata come luogo per filmare il video musicale del singolo del 1983 di David Bowie Let's Dance, nell'Hotel Carinda. Il collegamento a Bowie è stato proposto come base per piani di rivitalizzazione della città.
Oltre all'hotel, vi è un campo da golf con un golf club attivo le sere di venerdì e sabato.
Il maggior evento annuale di Carinda è il suo incontro detto "picnic della corsa di cavalli" (picnic horse racing), che si tiene nel mese di luglio.